# TW Большой Медведицы
TW Большой Медведицы (лат. TW Ursae Majoris) — двойная затменная переменная звезда типа Алголя (EA) в созвездии Большой Медведицы на расстоянии приблизительно 3028 световых лет (около 928 парсеков) от Солнца. Видимая звёздная величина звезды — от +14,5m до +12,2m. Орбитальный период — около 2,1668 суток.